# نمل محارب أسود
نمل محارب أسود (الاسم العلمي:Dorylus atratus) هو نوع من النمل يتبع جنس النمل المحارب من أسرة النملاوات المحاربة.